# Yuhanon Mar Dimithrios
Yuhanon Mar Dimithrios (Dymitr) – duchowny Malankarskiego Kościoła Ortodoksyjnego, od 2010 biskup Delhi. Sakrę otrzymał 12 maja 2010 roku.